# Krystyna Berwińska
Krystyna Berwińska-Bargiełowska (ur. 4 lutego 1919 w Warszawie, zm. 19 listopada 2016 w Skolimowie) – polska pisarka, autorka sztuk i adaptacji scenicznych oraz tłumaczka literatury angielskiej.

## Życiorys
Ukończyła studia na Wydziale Dramatycznym Państwowej Wyższej Szkoły Teatralnej, studiowała na Wydziale Humanistycznym (polonistykę) Uniwersytetu Warszawskiego. Debiutowała w 1945 r. jako autorka słuchowisk radiowych. Była długoletnim kierownikiem literackim i reżyserem Teatru Ziemi Mazowieckiej.
Przetłumaczyła m.in. pięć dramatów Williama Shakespeare’a: Wesołe Kumoszki z Windsoru (1954), Otella (1956), Makbeta (1959), Peryklesa (1983) i Króla Ryszarda II (1988), a także Rycerza Ognistego Pieprzu Francisa Beaumonta i Johna Fletchera i Zwodnicę Thomasa Middletona.
Zmarła w Skolimowie, spoczywa na cmentarzu Powązkowskim w Warszawie (kwatera 154c-2-27).

## Twórczość
- Proces (sztuka sceniczna, 1952)
- Ocalenie Antygony (sztuka sceniczna, 1954)
- Con amore (powieść, 1976)
- Trzynaście świeczek (powieść, 1980)
- Karula (powieść, 1983)

## Nagrody i wyróżnienia
- nagroda II stopnia Ministra Kultury i Sztuki za całokształt twórczości (1962)
- II nagroda w konkursie „Czytelnika” na powieść współczesną - za powieść Con amore (1975)
- Odznaka ZAiKS-u (1998)[4]